# فتح الرحمن شرح لقطة العجلان
فتح الرحمن شرح لقطة العجلان لشيخ الإسلام زكريا الأنصاري (824-926هـ) كتاب مشتمل على جملة من قواعد الأصلَين؛ أصول الدين وأصول الفقه، ومشتمل كذلك على جملة من قواعد علمين آخرين هما: المنطق والمقولات. وهذا الكتاب عبارة عن شرح لمتن «لقطة العجلان وبلة الظمآن» للإمام بدر الدين الزركشي (ت 794هـ).
يقول زكريا الأنصاري في مقدمة الكتاب:

## فصول الكتاب
1. فصل في مدارك العلوم
2. فصل في مدارك الحق
3. فصل في ما لا يقام عليه دليل ولا يطلب
4. فصل في الدليل
5. فصل في العلل الأربع للممكنات
6. فصل في النسب بين المعلومات
7. فصل في أقسام المعلومات
8. فصل في التعريف
9. فصل في مباحث الألفاظ
10. فصل في التصديقات
11. فصل في مواد البراهين
12. فصل هل المنطق علم
13. فصل في المعلوم
14. فصل في العالم
15. فصل في الجدل
16. فصل في الأحكام الوضعية
17. فصل في ما يعرف به الشيء
18. فصل في أقسام التقدم
19. فصل في أركان الدين

## روابط خارجية
- يوتيوب: سلسلة دروس كتاب «فتح الرحمن شرح لقطة العجلان» - الشيخ رشدي القلم.